# John Whiteley (3e baron Marchamley)
John William Tattersall Whiteley, 3e baron Marchamley (24 avril 1924 - 26 mai 1994), est un pair britannique.

## Biographie
Il est le fils de William Whiteley et de Margaret Johnstone.
Il combat pendant la Seconde Guerre mondiale. Il obtient le grade de lieutenant en 1940 dans le Royal Armoured Corps. Il obtient ensuite le grade de capitaine dans le 19th King George V Own Lancers et est attaché à l'armée indienne. 
Il devient baron Marchamley le 17 novembre 1949. Il siège à la Chambre des lords du 17 novembre 1949 au 26 mai 1994 avec les Crossbencher.
Il décède le 26 mai 1994 à l'âge de 70 ans en Angleterre.

## Famille
Il épouse Sonia Kathleen Pedrick le 25 juillet 1967, dont 1 fils :
- William Whiteley, 4e baron Marchamley (né le 27 juillet 1968).